# Дубоки Поток (Илијаш)
Дубоки Поток је насељено мјесто у Босни и Херцеговини у општини Илијаш које административно припада Федерацији Босне и Херцеговине. Према попису становништва из 1991. у насељу је живјело 11 становника.

## Становништво
| Националност       | 1991. | 1981. | 1971. | 1961. |
| Срби               | 11    | 36    | 36    | 48    |
| Црногорци          |       | 1     |       |       |
| остали и непознато |       | 1     | 1     |       |
| Укупно             | 11    | 38    | 37    | 48    |

| Демографија | Демографија | Демографија |
| Година      | Становника  | Становника  |
| ----------- | ----------- | ----------- |
| 1961.       | 48          |             |
| 1971.       | 37          |             |
| 1981.       | 38          |             |
| 1991.       | 11          |             |